# Plectrophora suarezii
Plectrophora suarezii är en orkidéart som beskrevs av Dodson och Mark W. Chase. Plectrophora suarezii ingår i släktet Plectrophora och familjen orkidéer. Inga underarter finns listade i Catalogue of Life.